# Адем Љајић
Адем Љајић (Нови Пазар, 29. септембар 1991) српски је фудбалер који игра на позицији везног играча. Тренутно наступа за Нови Пазар.

## Клупска каријера

### Партизан
Фудбал је почео да игра у ФК Јошаница из Новог Пазара. Као 14-годишњак 2005. Љајић прелази у Партизан из Београда. Свој први наступ за Партизан имао је на првој утакмици другог кола квалификација за Лигу шампиона 2008/09. 29. јула 2008, када је ушао као резерва у другом полувремену. Свој први такмичарски погодак за Партизан постигао је 23. новембра 2008, у утакмици против ОФК Београда.

### Фјорентина
Љајић је 2. јануара 2009. потписао предуговор са Манчестер јунајтедом по којем је требало да постане члан тог клуба од 1. јануара 2010. Манчестер јунајтед међутим одустаје од предуговора пред меч Лиге Европе између Партизана и Тулуза који је требало да буде последњи Љајићев меч за Партизан. Постао је нови члан Фјорентине у јануару 2010. године. У Фјорентини је провео четири и по сезоне, у којима је одиграо 78 лигашких утакмица и постигао 15 голова.

### Рома
Љајић је 28. августа 2013. потписао четворогодишњи уговор са Ромом, која је за њега Фјорентини платила обештећење од 11 милиона евра. Први гол је постигао већ на свом дебију за Рому у Серији А против Вероне, а други гол је постигао већ у својој трећој лигашкој утакмици и то у дербију дела капитале против Лација, када је у 4. минуту надокнаде времена успешно извео једанаестерац и тако поставио коначних 2:0 за Рому.

### Интер
Последњег дана летњег прелазног рока 31. августа 2015. године Љајић је дошао на једногодишњу позајмицу у Интер са могућношћу откупа његовог уговора са Ромом. Деби у дресу неро–азура Лајић је имао у Милану на стадиону Ђузепе Меаца у мечу против Вероне.

### Торино
Након сезоне проведене у Интеру Љајић се на кратко вратио у Рому али је дана 18. јула 2016. године постао нови члан Торина где ће опет сарађивати са бившим селектором Србије Синишом Михајловићем, новим тренером популарних "бикова".

### Нови Пазар
Љајић се у септембру 2023. године вратио у родни Нови Пазар, где је по први пут у професионалној каријери постао играч истоименог клуба. Приликом потписивања уговора инсистирао је да наступа без финансијске надокнаде. Приређена му је промоција на Градском стадиону, уз присуство великог броја навијача на трибинама. Задужио је дрес с бројем 88. На истом месту је два дана касније дебитовао, ушавши у игру с клупе за резервне фудбалере уместо Адетунџија Адешине у 58. минуту сусрета 7. кола Суперлиге Србије с крушевачким Напретком. Том приликом, такође су изашли Миљан Момчиловић и Марко Обрадовић, а на терен крочили Немања Милојевић и Алексеј Голијанин. Неколико минута после тога, Љајић је постигао победоносни погодак за свој тим, ударцем с више од 20 метара удаљености од гола противничке екипе. На гостовању Радничком 1923 у Крагујевцу у 16. колу, Љајић је био стрелац и двоструки асистент, док је код другог од укупно четири упутио кључно додавање у акцији која је претходила поготку.

## Репрезентација
Наступао је за све млађе селекције Србије. За сениорску репрезентацију Србије је дебитовао 17. новембра 2010. на пријатељском сусрету са репрезентацијом Бугарске у Софији (1:0 за Србију).
Након пријатељског меча са Шпанијом (0:2) у мају 2012. селектор Србије, Синиша Михајловић, одстранио је Адема Љајића из репрезентације јер није хтео да пева химну. У званичном саопштењу ФСС наведено је да је Љајић прекршио споразум о понашању који је донео Синиша Михајловић када је ступио на место селектора. Споразумом се, између осталог, предвиђа да је сваки играч репрезентације Србије у обавези да пева химну, а с обзиром да Љајић то није урадио пре меча против Шпаније, први стручњак "орлова" је након утакмице одржао састанак са фудбалером. Адем је рекао селектору да није певао химну из личних разлога и да не намерава ни убудуће то да чини. Пошто је првотимац "љубичастих" споразум о понашању потписао па га прекршио, Михајловић је био принуђен да играча одстрани из националног тима.
У марту 2014. Љубинко Друловић, вршилац дужности селектора фудбалске репрезентације Србије, вратио је Адема Љајића у екипу "орлова", позвавши га за пријатељски меч са Републиком Ирском (2:1) у Даблину.

## Статистика

### Клупска
Ажурирано 26. новембра 2023.
|                          |          |                  |     |    |    |   |    |   |   |   |     |    |  |  |
| Партизан                 | 2008/09. | Суперлига Србије | 24  | 5  | 5  | 1 | 4  | 0 | — | — | 33  | 6  |  |  |
| Партизан                 | 2009/10. | Суперлига Србије | 14  | 4  | 2  | 0 | 8  | 2 | — | — | 24  | 6  |  |  |
| Партизан                 | Укупно   | Укупно           | 38  | 9  | 7  | 1 | 12 | 2 | — | — | 57  | 12 |  |  |
|                          |          |                  |     |    |    |   |    |   |   |   |     |    |  |  |
| Фјорентина               | 2009/10. | Серија А         | 9   | 0  | 1  | 0 | —  | — | — | — | 10  | 0  |  |  |
| Фјорентина               | 2010/11. | Серија А         | 26  | 3  | 2  | 0 | —  | — | — | — | 28  | 3  |  |  |
| Фјорентина               | 2011/12. | Серија А         | 15  | 1  | 3  | 0 | —  | — | — | — | 18  | 1  |  |  |
| Фјорентина               | 2012/13. | Серија А         | 28  | 11 | 3  | 1 | —  | — | — | — | 31  | 12 |  |  |
| Фјорентина               | 2013/14. | Серија А         | 0   | 0  | —  | — | 1  | 0 | — | — | 1   | 0  |  |  |
| Фјорентина               | Укупно   | Укупно           | 78  | 15 | 9  | 1 | 1  | 0 | — | — | 88  | 16 |  |  |
|                          |          |                  |     |    |    |   |    |   |   |   |     |    |  |  |
| Рома                     | 2013/14. | Серија А         | 28  | 6  | 4  | 0 | 1  | 0 | — | — | 33  | 6  |  |  |
| Рома                     | 2014/15. | Серија А         | 32  | 8  | 2  | 0 | 7  | 1 | — | — | 41  | 9  |  |  |
| Рома                     | 2015/16. | Серија А         | 1   | 0  | —  | — | —  | — | — | — | 1   | 0  |  |  |
| Рома                     | Укупно   | Укупно           | 61  | 14 | 6  | 0 | 8  | 1 | — | — | 75  | 15 |  |  |
|                          |          |                  |     |    |    |   |    |   |   |   |     |    |  |  |
| Интер Милано (позајмица) | 2015/16. | Серија А         | 25  | 3  | 3  | 1 | —  | — | — | — | 75  | 15 |  |  |
|                          |          |                  |     |    |    |   |    |   |   |   |     |    |  |  |
| Торино                   | 2016/17. | Серија А         | 33  | 10 | 3  | 2 | —  | — | — | — | 36  | 12 |  |  |
| Торино                   | 2017/18. | Серија А         | 27  | 6  | 1  | 0 | —  | — | — | — | 28  | 6  |  |  |
| Торино                   | 2018/19. | Серија А         | 1   | 0  | 0  | 0 | —  | — | — | — | 1   | 0  |  |  |
| Торино                   | Укупно   | Укупно           | 61  | 16 | 4  | 2 | —  | — | — | — | 65  | 18 |  |  |
|                          |          |                  |     |    |    |   |    |   |   |   |     |    |  |  |
| Бешикташ (позајмица)     | 2018/19. | Суперлига Турске | 27  | 9  | 0  | 0 | 5  | 0 | — | — | 32  | 9  |  |  |
| Бешикташ                 | 2019/20. | Суперлига Турске | 24  | 5  | 1  | 0 | 4  | 2 | — | — | 29  | 7  |  |  |
| Бешикташ                 | 2020/21. | Суперлига Турске | 22  | 2  | 1  | 0 | 1  | 0 | — | — | 24  | 2  |  |  |
| Бешикташ                 | 2021/22. | Суперлига Турске | 0   | 0  | 0  | 0 | 0  | 0 | — | — | 0   | 0  |  |  |
| Бешикташ                 | Укупно   | Укупно           | 73  | 16 | 2  | 0 | 10 | 2 | — | — | 85  | 18 |  |  |
|                          |          |                  |     |    |    |   |    |   |   |   |     |    |  |  |
| Фатих Карагумрук         | 2022/23. | Суперлига Турске | 9   | 0  | 0  | 0 | —  | — | — | — | 9   | 0  |  |  |
| Фатих Карагумрук         | 2023/24. | Суперлига Турске | 2   | 0  | —  | — | —  | — | — | — | 2   | 0  |  |  |
| Фатих Карагумрук         | Укупно   | Укупно           | 11  | 0  | 0  | 0 | —  | — | — | — | 11  | 0  |  |  |
|                          |          |                  |     |    |    |   |    |   |   |   |     |    |  |  |
| Нови Пазар               | 2023/24. | Суперлига Србије | 9   | 2  | 1  | 0 | —  | — | — | — | 10  | 2  |  |  |
|                          |          |                  |     |    |    |   |    |   |   |   |     |    |  |  |
| Каријера                 | Каријера | Каријера         | 356 | 75 | 32 | 5 | 31 | 5 | — | — | 419 | 85 |  |  |
|                          |          |                  |     |    |    |   |    |   |   |   |     |    |  |  |

### Репрезентативна
Ажурирано 20. новембра 2023.
| Србија | Србија  | Србија |
| Године | Наступа | Голова |
| ------ | ------- | ------ |
| 2010.  | 1       | 0      |
| 2011.  | 5       | 0      |
| 2012.  | 1       | 0      |
| 2013.  | 0       | 0      |
| 2014.  | 2       | 0      |
| 2015.  | 8       | 3      |
| 2016.  | 3       | 0      |
| 2017.  | 5       | 2      |
| 2018.  | 10      | 3      |
| 2019.  | 10      | 1      |
| 2020.  | 2       | 0      |
| Укупно | 47      | 9      |

#### Голови за репрезентацију
| #  | Датум              | Место                  | Противник    | Гол | Резултат | Такмичење                                 |
| -- | ------------------ | ---------------------- | ------------ | --- | -------- | ----------------------------------------- |
| 1. | 7. јун 2015.       | Санкт Пелтен, Аустрија | Азербејџан   | 2:1 | 4:1      | Пријатељска                               |
| 2. | 4. септембар 2015. | Нови Сад, Србија       | Јерменија    | 2:0 | 2:0      | Квалификације за ЕП 2016.                 |
| 3. | 8. октобар 2015.   | Елбасан, Албанија      | Албанија     | 2:0 | 2:0      | Квалификације за ЕП 2016.                 |
| 4. | 10. новембар 2017. | Гуангџоу, Кина         | Кина         | 0:1 | 0:2      | Пријатељска                               |
| 5. | 14. новембар 2017. | Улсан, Јужна Кореја    | Јужна Кореја | 1:0 | 1:1      | Пријатељска                               |
| 6. | 9. јун 2018.       | Грац, Аустрија         | Боливија     | 2:0 | 5:1      | Пријатељска                               |
| 7. | 17. новембар 2018. | Београд, Србија        | Црна Гора    | 1:0 | 2:1      | Лига нација 2018/19.                      |
| 8. | 20. новембар 2018. | Београд, Србија        | Литванија    | 4:1 | 4:1      | Лига нација 2018/19.                      |
| 9. | 10. јун 2019.      | Београд, Србија        | Литванија    | 4:1 | 4:1      | Квалификације за Европско првенство 2020. |

## Трофеји
Партизан
- Првенство Србије (1) : 2008/09.
- Куп Србије (1) : 2008/09.